# Spaniocelyphus
Spaniocelyphus är ett släkte av tvåvingar. Spaniocelyphus ingår i familjen Celyphidae.

## Dottertaxa tillSpaniocelyphus, i alfabetisk ordning[1]
- Spaniocelyphus badius
- Spaniocelyphus bigoti
- Spaniocelyphus burmanus
- Spaniocelyphus chinensis
- Spaniocelyphus cognatus
- Spaniocelyphus cupreus
- Spaniocelyphus delfinadoae
- Spaniocelyphus dentatus
- Spaniocelyphus extensus
- Spaniocelyphus falcatus
- Spaniocelyphus fuscipes
- Spaniocelyphus hangchowensis
- Spaniocelyphus hirtus
- Spaniocelyphus janthinus
- Spaniocelyphus levis
- Spaniocelyphus maolanicus
- Spaniocelyphus nepalensis
- Spaniocelyphus nigrifacies
- Spaniocelyphus nigrocoeruleus
- Spaniocelyphus palmi
- Spaniocelyphus papposus
- Spaniocelyphus philippinus
- Spaniocelyphus pilosus
- Spaniocelyphus prostatus
- Spaniocelyphus scutatus
- Spaniocelyphus sinensis
- Spaniocelyphus stigmaticus
- Spaniocelyphus striatus
- Spaniocelyphus sumatranus
- Spaniocelyphus tenorioi
- Spaniocelyphus trigonalis
- Spaniocelyphus viridicolor